# Saison 1 de Friends
Chronologie
Saison 2
Cet article présente les épisodes de la première saison de la série télévisée américaine Friends.

## Intrigue
La saison 1 présente les six personnages principaux de la série : Monica, Phoebe, Rachel, Ross, Chandler et Joey. Rachel, qui a laissé son fiancé Barry devant l'autel, arrive à New York et s'installe chez Monica. Très vite, elle décroche son premier emploi et devient serveuse au Central Perk, le café préféré des six amis.
Ross vient de divorcer de Carol, avec qui il était marié depuis huit ans, car celle-ci s'est rendu compte qu'elle était lesbienne. Déjà bouleversé par ce divorce, il apprend que Carol est enceinte de lui. Il va devoir faire face à son rôle de futur père et surtout apprendre à composer avec la compagne de Carol, Susan. Peut-être en réponse à ce désarroi, Ross prend comme animal de compagnie un petit singe, Marcel.
Les autres amis ont des aventures amoureuses variées. C'est dans cette saison que l'on fait la connaissance de Janice, la petite amie agaçante de Chandler, avec qui celui-ci rompra de nombreuses fois tout au long de la série.
La saison se termine sur deux événements majeurs : la naissance du fils de Ross, et la révélation accidentelle à Rachel par Chandler des sentiments que Ross éprouve pour elle. Ross, en effet, déjà très amoureux de Rachel au lycée, voit ses sentiments renaître lorsqu'elle reparaît dans sa vie, et cherche pendant toute la saison l'occasion de les lui avouer. Rachel, réalisant qu'elle est elle-même amoureuse de Ross, décide d'aller le chercher à l'aéroport à son retour de Chine, où il était parti pour raisons professionnelles.

## Épisodes

### Épisode 1:Celui qui déménage
- États-Unis : 22 septembre 1994
- France : 16 avril 1996 sur Canal Jimmy, puis le 8 septembre 1997 sur France 2

- États-Unis : 21,5 millions de téléspectateurs[1] (première diffusion)

- John Allen Nelson (Paul, le sommelier)
- Clea Lewis (Franny)
- Cynthia Mann (Jasmine, la serveuse)

### Épisode 2:Celui qui est perdu
- États-Unis : 29 septembre 1994
- France : 23 avril 1996 sur Canal Jimmy, puis le 9 septembre 1997 sur France 2

- États-Unis : 20,2 millions de téléspectateurs[1] (première diffusion)

- Elliott Gould (Jack Geller)
- Christina Pickles (Judy Geller)
- Mitchell Whitfield (Barry Farber)
- Anita Barone (Carol Willick, seulement dans cet épisode)
- Jessica Hecht (Susan Bunch)
- Christopher Miranda (Robbie)
- Joan Pringle (Docteur Oberman)
- Merrill Merkoe (Marsha)
- James Michael Tyler (Gunther)

### Épisode 3:Celui qui a un rôle
- États-Unis : 6 octobre 1994
- France : 30 avril 1996 sur Canal Jimmy, puis le 10 septembre 1997 sur France 2

- États-Unis : 19,5 millions de téléspectateurs[1] (première diffusion)

- Geoffrey Lower (Alan)
- Beth Grant (Lizzy)
- Jenifer Lewis (Paula)

### Épisode 4:Celui avec George
- États-Unis : 13 octobre 1994
- France : 7 mai 1996 sur Canal Jimmy, puis le 11 septembre 1997 sur France 2

- États-Unis : 19,7 millions de téléspectateurs[1] (première diffusion)

- Mary Pat Gleason (Mrs Sizemore/Dora, l'infirmière à l'accueil des urgences)
- Bratt Boy (Benjamin Caya, l'enfant aux urgences)
- Marianne Hagan (Joanne, une amie de Rachel promue avocate)
- Michele Maika (Kiki, une amie de Rachel, nouvellement fiancée)
- Leesa Bryte (Leslie, une amie de Rachel enceinte)
- Sean Whalen (le livreur de pizza)

### Épisode 5:Celui qui lave plus blanc
- États-Unis : 20 octobre 1994
- France : 14 mai 1996 sur Canal Jimmy, puis le 12 septembre 1997 sur France 2

- États-Unis : 18,6 millions de téléspectateurs[1] (première diffusion)

- Maggie Wheeler (Janice Hosenstein)
- Kim Gillingham (Angela Del Vecchio)
- Jack Armonstrong (Bob)
- Camille Saviola (L’horrible femme)

### Épisode 6:Celui qui est verni
- États-Unis : 27 octobre 1994
- France : 21 mai 1996 sur Canal Jimmy, puis le 15 septembre 1997 sur France 2

- États-Unis : 18,2 millions de téléspectateurs[1] (première diffusion)

- Sofia Milos (Aurora)

### Épisode 7:Celui qui a du jus
- États-Unis : 3 novembre 1994
- France : 28 mai 1996 sur Canal Jimmy, puis le 16 septembre 1997 sur France 2

- États-Unis : 23,5 millions de téléspectateurs[1] (première diffusion)

- Jill Goodacre (dans son propre rôle)
- Larry Hankin (le voisin bizarre)
- Cosimo Fusco (Paulo)

### Épisode 8:Celui qui hallucine
- États-Unis : 10 novembre 1994
- France : 4 juin 1996 sur Canal Jimmy, puis le 17 septembre 1997 sur France 2

- États-Unis : 21,1 millions de téléspectateurs[1] (première diffusion)

- Elliott Gould (Jack Geller)
- Christina Pickles (Judy Geller)
- Elinor Donahue (Tante Lillianà)
- Nancy Cassaro (Shelly)
- Stuart Fratkin (Lowell)

### Épisode 9:Celui qui parle au ventre de sa femme
- États-Unis : 17 novembre 1994
- France : 11 juin 1996 sur Canal Jimmy, puis le 18 septembre 1997 sur France 2

- États-Unis : 23,1 millions de téléspectateurs[1] (première diffusion)

- Jane Sibbett (Carol)
- Jessica Hecht (Susan)
- Max Wright (Terry, le patron de Rachel)
- Lara Harris (en) (Vendeuse du parfum Obsession)

### Épisode 10:Celui qui singeait
- États-Unis : 15 décembre 1994
- France : 18 juin 1996 sur Canal Jimmy, puis le 19 septembre 1997 sur France 2

- États-Unis : 19,9 millions de téléspectateurs[2] (première diffusion)

- Hank Azaria (David, le scientifique)
- Dick Clark (Dick Clark)
- Sarah MacDonnell (Sandy, la mère célibataire)
- Wayne Peré (Max, le scientifique)
- Vincent Ventresca (Bob le marrant)
- Maggie Wheeler (Janice)

### Épisode 11:Celui qui était comme les autres
- États-Unis : 5 janvier 1995
- France : 25 juin 1996 sur Canal Jimmy, puis le 22 septembre 1997 sur France 2

- États-Unis : 26,6 millions de téléspectateurs[2] (première diffusion)

- Jay Leno (lui-même)
- Morgan Fairchild (Nora Bing)
- Cosimo Fusco (Paolo)
- David Sederholm (L'homme dans le coma)

### Épisode 12:Celui qui aimait les lasagnes
- États-Unis : 12 janvier 1995
- France : 25 juin 1996 sur Canal Jimmy, puis le 23 septembre 1997 sur France 2

- États-Unis : 24,0 millions de téléspectateurs[2] (première diffusion)

- Adam Chase
- Ira Ungerleider

### Épisode 13:Celui qui fait des descentes dans les douches
- États-Unis : 19 janvier 1995
- France : 9 juillet 1996 sur Canal Jimmy, puis le 24 septembre 1997 sur France 2

- États-Unis : 25,8 millions de téléspectateurs[2] (première diffusion)

- Robert Costanzo (Joey Tribbiani Sr., père de Joey)
- Lee Garlington (Ronnie Rappellano)
- Fisher Stevens (Roger)
- Brenda Vaccaro (Gloria Tribbiani, mère de Joey)

### Épisode 14:Celui qui avait un cœur d'artichaut
- États-Unis : 9 février 1995
- France : 16 juillet 1996 sur Canal Jimmy, puis le 25 septembre 1997 sur France 2

- États-Unis : 23,8 millions de téléspectateurs[2] (première diffusion)

- Maggie Wheeler (Janice Hosenstein)
- Jay Acovone (Charlie pompier)
- Joel Gretsch (Ed pompier)
- Larry Poindexter (Dave pompier)
- Jessica Hecht (Susan Bunch)
- Jane Sibbett (Carol Willick)
- Heather Medway (Kristen)
- Nancy Valen (Lorraine)

### Épisode 15:Celui qui pète les plombs
- États-Unis : 16 février 1995
- France : 23 juillet 1996 sur Canal Jimmy, puis le 26 septembre 1997 sur France 2

- États-Unis : 24,8 millions de téléspectateurs[2] (première diffusion)

- Jon Lovitz (Steve)
- Melora Hardin (Célia)
- Fritzi Burr (Mme Tedlock)

### Épisode 16:Celui qui devient papa –1repartie
- États-Unis : 23 février 1995
- France : 30 juillet 1996 sur Canal Jimmy, puis le 29 septembre 1997 sur France 2

- États-Unis : 26,1 millions de téléspectateurs[2] (première diffusion)

- Helen Hunt (de la série Dingue de toi)
- Jennifer Grant
- Jane Sibbett (Carol Willick)
- Jessica Hecht (Susan Bunch)
- Dorien Wilson (M Douglas)
- Leila Kenzle (Fran Devanow)
- Larry Hankin (M Heckles)

### Épisode 17:Celui qui devient papa –2epartie
- États-Unis : 23 février 1995
- France : 30 juillet 1996 sur Canal Jimmy, puis le 30 septembre 1997 sur France 2

- États-Unis : 30,5 millions de téléspectateurs[2] (première diffusion)

- George Clooney (Dr Mitchell)
- Noah Wyle (Dr Rosen)
- Elliott Gould (Jack Geller)

### Épisode 18:Celui qui gagnait au poker
- États-Unis : 2 mars 1995
- France : 6 août 1996 sur Canal Jimmy, puis le 1er octobre 1997 sur France 2

- États-Unis : 30,4 millions de téléspectateurs[2] (première diffusion)

- Beverly Garland (tante Iris)

### Épisode 19:Celui qui a perdu son singe
- États-Unis : 9 mars 1995
- France : 13 août 1996 sur Canal Jimmy, puis le 2 octobre 1997 sur France 2

- États-Unis : 29,4 millions de téléspectateurs[3] (première diffusion)

- Mitchell Witfield (Barry Farber)
- Megan Cavanagh (Luisa Gianetti)
- Larry Hankin (M Heckles)

### Épisode 20:Celui qui a un dentiste carié
- États-Unis : 6 avril 1995
- France : 20 août 1996 sur Canal Jimmy, puis le 3 octobre 1997 sur France 2

- États-Unis : 30,0 millions de téléspectateurs[3] (première diffusion)

- Jennifer Grey (Mindy)
- Lynn Clark (Danielle)
- Christopher Miranda (Bobby)
- Mitchell Whitfield (Barry Farber)

### Épisode 21:Celui qui avait un singe
- États-Unis : 27 avril 1995
- France : 27 août 1996 sur Canal Jimmy, puis le 6 octobre 1997 sur France 2

- États-Unis : 28,4 millions de téléspectateurs[3] (première diffusion)

- Claudia Shear (La fausse Monica)

### Épisode 22:Celui qui rêve par procuration
- États-Unis : 4 mai 1995
- France : 3 septembre 1996 sur Canal Jimmy, puis le 7 octobre 1997 sur France 2

- États-Unis : 29,9 millions de téléspectateurs[3] (première diffusion)

- Stan Kirsch (Ethan)

### Épisode 23:Celui qui a failli rater l'accouchement
- États-Unis : 11 mai 1995
- France : 10 septembre 1996 sur Canal Jimmy, puis le 8 octobre 1997 sur France 2

- États-Unis : 28,7 millions de téléspectateurs[3] (première diffusion)

- Jonathan Silverman (Docteur Franzblau)
- Leah Remini (Lydia)
- Jane Sibbett (Carol Willick)
- Jessica Hecht (Susan Bunch)
- June Gable (Infirmière)

### Épisode 24:Celui qui fait craquer Rachel
- États-Unis : 18 mai 1995
- France : 17 septembre 1996 sur Canal Jimmy, puis le 9 octobre 1997 sur France 2

- États-Unis : 31,3 millions de téléspectateurs[3] (première diffusion)

- Lauren Tom (Julie)
- Corinne Bohrer (Mélanie)
- Tommy Blaze (Carl)
- Kerrie Klark (L’hôtesse au sol)